# 罗尔巴克莱迪约兹
罗尔巴克莱迪约兹（法語：Rorbach-lès-Dieuze，法語發音：[ʁɔʁbak lɛ djøz]，意为“迪约兹附近的罗尔巴克”）是法国摩泽尔省的一个市镇，位于该省东南部，属于萨尔堡-萨兰堡区。

## 地理
罗尔巴克莱迪约兹（48°49'48"N, 6°50'34"E）面积4.21 平方千米，位于法国大東部大區摩泽尔省，该省份为法国东北部内陆省份，是洛林的一部分，西南接默尔特-摩泽尔省，东临下莱茵省，北与卢森堡和德国接壤。
与罗尔巴克莱迪约兹接壤的市镇（或旧市镇、城区）包括：贝勒福雷、屈坦、盖尔芒日、卢德勒凡、佐芒日。

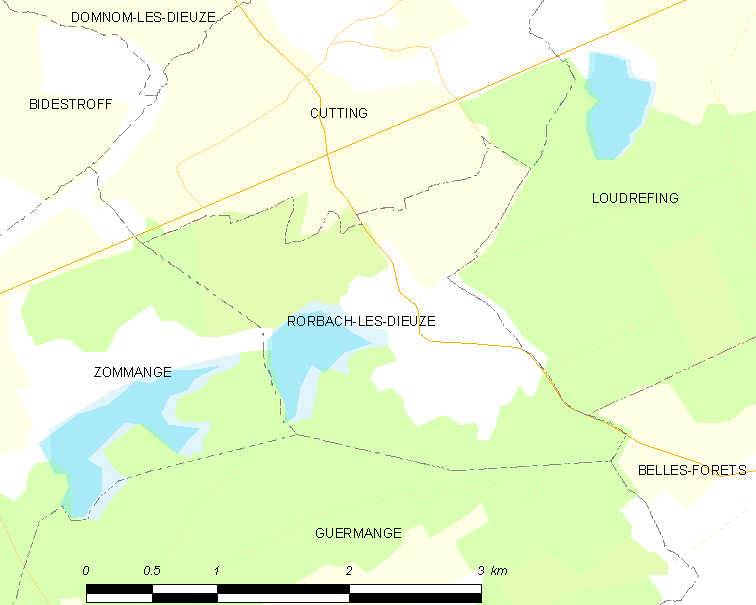
罗尔巴克莱迪约兹的OSM定位图

罗尔巴克莱迪约兹的时区为UTC+01:00、UTC+02:00（夏令时）。

## 行政
罗尔巴克莱迪约兹的邮政编码为57260，INSEE市镇编码为57595。

## 政治
罗尔巴克莱迪约兹所属的省级选区为索努瓦县。

## 人口

1962-2008年间罗尔巴克莱迪约兹人口变化图示

罗尔巴克莱迪约兹于2022年1月1日时的人口数量为48人。